# جون ك. لوسون
جون ك. لوسون هو عسكري كندي، ولد في 27 ديسمبر 1887 في كينغستون أبون هال في المملكة المتحدة، وتوفي في 19 ديسمبر 1941 في هونغ كونغ في الصين.